# 京阪バス洛南営業所
京阪バス洛南営業所（けいはんバスらくなんえいぎょうしょ）は、京都府京都市伏見区にある京阪バスの営業所。社用車に記してある略称は「洛」である。
本項では、かつて併設されていた京阪シティバス洛南営業所についても記述する。

## 概要
洛南営業所は初代時代の1978年に上鳥羽車庫を統合し、その後1987年に京都運輸支局北側の現在地に移転して2代となる。1985年12月1日から1996年2月24日までは定期観光バス、高速バス、貸切バスのみの営業所であったが、1996年2月25日以降は路線バスの管轄が復活した。
京阪シティバスは、1999年4月1日より運行を開始したが、同社は2014年春に京阪宇治バスを存続会社として京都京阪バスに社名を変更の上で吸収合併されることとなり、同時に洛南営業所から撤退した。移転先は京都京阪バス八幡営業所。また同時に京阪シティバスの京都南部線と京阪バスのリムジンバス路線も京田辺営業所に移管し、一時は定期観光・貸切・高速バスのみの営業所となっていたが、2015年1月にリムジンバスの管轄を京田辺営業所から戻す形で再開した。また2017年より京都府の実証試験によって開設されていた京都けいはんな線を京田辺営業所より移管したため、路線バスについても急行バスのみではあるが管轄を再開した。2018年3月17日より山科営業所より伏見地区の路線を2経路引き継ぎ、さらに1経路新設して一般路線の管轄を再度復活させた。

## 沿革
- 1985年12月1日 - 一般路線から一時撤退。貸切・定期観光専門の営業所となる。
- 1996年2月25日 - 一般路線の管轄を11年振りに再開。
- 1999年4月1日 - 京阪バス洛南営業所の一般路線を京阪シティバスに譲渡。これにより京阪シティバスとの共用になる。また、京阪バスは再び一般路線から一時撤退。
- 2014年春 - 京阪シティバスの京阪宇治バス（新会社名：京都京阪バス）への合併による会社解散により同社は洛南営業所から撤退。京阪バス専用に戻る。
- 2018年3月17日 - 1999年3月末以来19年振りに一般路線の管轄を再開（山科営業所より2号経路と6号経路を移管し、新たに6A号経路を設定）。

## 一般路線

### 醍醐竹田線
随心院 - 中ノ茶屋観光農園前間にて山科区に入る他は伏見区内を走行する。元々は京都市営バス醍醐営業所57C⇒57系統（勧修寺北出町 - 中ノ茶屋観光農園前 - 深草谷口町 - 藤ノ森 - 竹田出橋 - 八条竹田街道 - 京都駅八条口、後に醍醐車庫前 - 山科小野 - 勧修寺北出町間延長）である。経路変遷・1988年6月の地下鉄烏丸線京都 - 竹田間開業に伴う系統整理で竹田駅発着となり、南7号系統と称したものを1997年10月当該系統廃止に伴い、京阪バスが継承したものである。
2018年3月17日より山科営業所から移管。移管により、京都市敬老福祉乗車証、京都市交通局発行の京都市営バスとの共通乗車券を使用した環境定期券の取り扱いを洛南営業所管轄便でも開始している。
- 2号経路：醍醐バスターミナル - 醍醐駅 - 石田駅 - 石田 - 醍醐寺前 - 醍醐天皇陵 - 隨心院 - 小野駅 - 勧修寺 - 中ノ茶屋観光農園前 - 京都医療センター - 藤ノ森 - 青少年科学センター - 竹田駅東口

### 醍醐中書島線
元々は京都市営バス醍醐営業所所管である南6号系統（醍醐車庫前 - 石田団地 - 六地蔵 - 桃陵団地 - 藤ノ森 - 竹田久保町 - 竹田駅東口）が、1997年10月京都市営バス横大路営業所所管の南8号に新設統合する際廃止された一部経路を継承し、かつ京阪バスの他系統との統合・調整を図ったもの。
2018年3月17日に山科営業所から移管。同時に稲荷大社前を経て京都駅八条口まで延伸した6A号経路も新設された。
2019年4月1日からは路線名が「稲荷大社伏見醍醐線」となっていたが、2023年4月1日に6A号経路が廃止となったため「醍醐中書島線」に戻っている。
醍醐バスターミナル行きのみ京阪中書島に乗り入れる。
- 6号経路：醍醐バスターミナル - 醍醐駅 - 石田駅 - 武田総合病院 - 石田団地 - 新六地蔵橋 - 桃山南口 - 伊賀団地 - 観月橋北詰 - 中書島 - 西大手筋 - 伏見警察署前 - パルスプラザ前 - 竹田駅西口

### 京阪七条京都駅循環線
通称・ステーションループバス。小型電気バスで運行（中型車で運用される場合もある）される循環シャトルバスである。
2019年4月1日の運行開始時は「京都駅（ザ・サウザンド キョウト前） → 七条京阪前 → 京都駅（ザ・サウザンド キョウト前）」のルートで運行されていたが、2020年7月23日から梅小路・ホテルエミオン京都に延伸し「梅小路・ホテルエミオン京都 → 七条京阪前 → 京都駅（ザ・サウザンド キョウト前） → 七条京阪前 → 梅小路・ホテルエミオン京都」のルートに変更され、2022年9月10日から十条・京都ユウベルホテルに延伸されたことにより、現在のルートに変更された。
2023年9月9日改正にて京都駅八条口 - 大石橋（九条駅 ） - 十条・京都ユウベルホテルの区間を廃止。同時に七条京阪前 → 京都駅（ザ・サウザンド キョウト前）間の経路を、七条通 → 東洞院通経由から七条通 → 河原町通 → 塩小路通 → 東洞院通経由に変更した（ただしこれまで通り停留所の設置はない）。
区間便は、朝に七条京阪前が起点となる便が1便設定されている。梅小路・ホテルエミオン京都への延伸当初は一部便が車両入出庫のため、京都駅（ザ・サウザンド キョウト前）起終点となっていたが、2020年12月7日ダイヤ改定時に入出庫を梅小路・ホテルエミオン京都に変更したため消滅している。
この路線では、京阪七条駅、ザ・サウザンド キョウト、京都センチュリーホテル、ホテル エミオン 京都を利用する場合に限り、片道100円で乗車ができる。また、京阪バスIC1dayチケット、地下鉄・バス一日券、京都市域共通回数券、京都市敬老福祉乗車証が利用可能である。
- 300号経路：梅小路・ホテルエミオン京都 - 七条壬生川 - 七条京阪前 - 京都駅（ザ・サウザンド 京都） - 七条京阪前

## 急行バス・高速バス・定期観光バス

### 急行バス

#### 京都けいはんな線
- 京都駅八条口 - 学研けいはんなプラザ

#### 立命館大学BKC線
- 京阪中書島 - 立命館大学びわこ・くさつキャンパス（2020年4月1日より京都京阪バス八幡営業所より路線を移管。Hタイプを使用。

### 高速バス
以下4つはそれぞれの項目を参照。
- 高松エクスプレス京都号：京都駅中央口 - 高松駅高速バスターミナル（西日本JRバス・JR四国バス・四国高速バスと共同運行）
- 阿波エクスプレス京都号：京都駅中央口 - 徳島駅（西日本JRバス・JR四国バス・本四海峡バス・徳島バスと共同運行）
- 米子エクスプレス京都号 ：京都駅八条口 - 米子駅 - 米子営業所（日本交通と共同運行）

#### 京都三重線：京都駅 - 近鉄四日市駅（三重交通と共同運行）
JR線・近鉄線で直行する列車がない京都と三重県北部を直通する高速バスである。2008年2月、新名神高速道路（亀山JCT - 草津JCT）の開通により、京都と三重県北部をより短距離で結ぶことができるようになったことを受けて開設された路線で、新名神の新規開業区間を通行する初の高速バス路線となった。新名神高速道路では開通後1年までに高速バス30便が新設された とされるが、そのうち大半にあたる28便（四日市12、津8、伊勢8）が当路線によるものである。運行本数は三重交通便を含め1日6往復。
- 京都駅八条口（ホテル京阪前） - 五条京阪（京阪清水五条駅）⇔ 生桑車庫 - 近鉄四日市 - 新正車庫
  - 2007年12月19日：路線認可申請（京都 - 四日市、京都 - 津）[4]。
  - 2008年3月7日：路線運行認可[5]。
  - 2008年3月13日：予約受付開始。
  - 2008年3月20日：新名神高速道路の 亀山JCT - 草津田上IC間の開通に伴い、運行開始。
  - 2025年3月15日：土山バスストップが全便通過となる[6]。
  - 新聞報道[7] によると、運行開始から1ヶ月間で、乗客数は当初見込みの年間3万〜4万人の2倍近いペースで推移しており好調。ただ、東名阪自動車道の四日市IC - 亀山JCT間で渋滞が多発し、四日市便が影響を受けているという。
  - なお開通1周年を迎えた時点の三重交通の発表[8] によると、津系統は初年度利用人員が約3.1万人で目標（3万人）をやや上回る結果となった。また四日市系統は初年度利用人員が約6.4万人で目標を（4万人）を大きく超える結果となった。

#### 京都有馬線
- 京都駅八条口 - 有馬温泉
  - 阪急バスと共同運行

#### 京都高野山線
- 京都駅八条口 - 高野警察前
  - 南海りんかんバスと共同運行

#### 関西空港リムジンバス
- 京都駅 - 関西空港
  - 関西空港交通・大阪空港交通と共同運行
  - 京阪バスから京阪シティバスに運行を委託されていた。

## 撤退路線
現・京都京阪バスの一般路線については宇治大久保淀線、大久保中書島線、宇治久御山団地線、淀山崎線、淀京都線、淀竹田線 をそれぞれ参照。

### 高速バス
- 京都駅 - 高知駅（とさでん交通と共同運行）
  - 京都駅八条口（ホテル京阪前）- 高知駅。全席座席指定制。
    - 2002年11月8日：運行開始。
    - 2005年4月25日：名神大山崎、名神高槻停車
    - 2009年1月：京阪バスのみ3列シートで運行（東京ミッドナイトエクスプレス宇治号廃止による車両捻出。枚方営業所より転属）
    - 2016年10月1日：この日をもって京阪バスが運行から撤退。とさでん交通の単独運行となる。同日にとさでん交通で運行している夜行便の名古屋線ドラゴンライナーと当路線が統合し新たに名古屋・京都〜高知の夜行便になる。
- 出雲阿國号（西日本JRバス・中国JRバス・一畑バスと共同運行）
  - 京都駅 - 松江駅・出雲市駅。全席座席指定制。
    - 2002年（平成14年）10月18日 - 西日本JRバス・京阪バス・一畑バス・中国JRバスの4社により京都 - 出雲間で運行開始[9]。昼行便1日3往復、夜行便1日1往復の計4往復。
    - 2011年（平成23年）6月1日 - 「斐川インター」停留所を追加。
    - 2017年（平成29年）3月1日 - 京阪バス、一畑バスが運行から撤退[10][11] し、昼行が1往復減。同時に名称を、昼行は「出雲エクスプレス京都1〜4号」に統一、夜行は「出雲縁結びドリーム京都1・2号」に変更。「出雲阿國号」の名称は廃止となる。

## 車両

### 京阪バス
Cタイプと呼ばれる定期観光・貸切用とHタイプと呼ばれる高速（京都けいはんな線用のトイレなしトップドア車を含む）・リムジン用の車両を中心に配備されている（一般路線用は管轄路線が京阪シティバスへの移管されたのに伴い、配備されていた全車両が書類上は同社に移籍された）。
三菱ふそう製のものと日野製のものが配備されており、比率は三菱ふそう製の車両の導入が多かったが、現在はC・Hタイプの車両ともに日野製の車両が多く新製配備されている。2018年よりリムジンバス用にいすゞのガーラが京阪バスとして初めて投入された。
2018年の一般路線管轄再々開以降はNタイプと呼ばれる日野製およびいすゞ製のノンステップバスが8台投入され、全て山科・大津・交野営業所から転入されたが、2018年11月から12月にかけて再々開後初の新車であるN-6290とN-6291の2台が導入され、代わりにNタイプが2台高槻に転出した。この内N-6290は京阪バスでのいすゞ車導入再開99台目、N-6291は同100台目となった事から、京滋いすゞ自動車より感謝状とN-6291の模型が進呈され、現在でも後者が本社1階の十条駅停留所バス待合所兼チラシ配布スペース内のショーケースに展示されている。
2019年4月1日の新路線開設および男山営業所の一部路線を移管するために所要車両台数が相当数必要になったため、枚方・香里団地・男山・山科など他営業所から転属した車両を迎えて、一般路線用の車両が大幅に増加した。
京阪七条 - 京都ステーションループバス専属車両とその予備車（予備車は一般路線でも運用される場合がある）がWタイプの他は、一般路線車両は全てがNタイプである。ステーションループバスは2021年からBYD製車が4台配備され、同一路線全車両の電気自動車（EVバス）への切替は日本初となった。

### 旧・京阪シティバス
一般路線向けのものは、京阪バス時代に配備されていた、大型および中型ツーステップのものが配備されており、その内訳は大型車が三菱ふそう製の2台と日野製の1台。中型車はふそう製が3台と日野製が3台の配備であった。
長らくの間ほぼこの体制であったが、2001年に1台(A-1818)が京阪バスに復帰の上で同社の山科営業所に転属した。京阪シティバスより京阪バスに復帰した車両はこの車両のみであった（代替に同社の大津営業所より1台を京阪シティバスに移籍）。
2007年7月に、ふそう製の大型車の代替として三菱ふそう・エアロミディ・中型長尺のノンステップバス(K-1819)が京阪シティバスとしては初の新製配備となった。また、ほぼ同時期に日野製の大型車が1台と中型車も2台移籍されているが、同じ日野車ではなく三菱ふそう製の車両との入れ替えが行われていたため、2007年時点では三菱ふそう製の中型長尺（ノンステップ）車が1台・大型車が1台、日野製の大型車が2台と中型標準尺車が5台の配備となっていた。
2009年8月、2台目の新製配備として、日野・レインボーII(K-3090)が1台配備された。続いて2010年には同型車のK-3091が、2012年にはK-3092がそれぞれ配備されている。
京都京阪バスへの合併の際に、京阪シティバスで導入された4台および高速バス用の2台(H-1895/H-1995)を除いて全車廃車された（京阪シティバス導入車は京都京阪バスに塗装はそのままで移籍したが、旧・京阪シティバス車は旧・京阪宇治バス→京都京阪バスとは放送装置のメーカーや方向幕の仕様が異なっていたため、合併時に京都京阪バスの標準仕様に交換された）。

## 他の営業所との重複区間
- 山科営業所 - 京都市内の一部で重複。